# Житнюв
Житнюв (пол. Żytniów) — село в Польщі, у гміні Рудники Олеського повіту Опольського воєводства.
Населення — 1215 осіб (2011).
У 1975-1998 роках село належало до Ченстоховського воєводства.

## Демографія
Демографічна структура станом на 31 березня 2011 року:
|          | Загалом | Допрацездатний вік | Працездатний вік | Постпрацездатний вік |
| -------- | ------- | ------------------ | ---------------- | -------------------- |
| Чоловіки | 598     | 130                | 394              | 74                   |
| Жінки    | 617     | 121                | 336              | 160                  |
| Разом    | 1215    | 251                | 730              | 234                  |